# 加拿大辅警
加拿大輔警（英語：Auxiliary constable）是加拿大志願擔任協助警察之職責的無薪公民，他們自願為警察貢獻自己的時間和技能。他們是身穿制服、不攜帶武器的成員，其職責與英國志願警察類似。加拿大輔警的主要職能是為皇家加拿大騎警部隊補充額外的人力，加拿大輔警的職責因其任命、地理位置和其所服務之特定支隊/部門的需要而異。

## 皇家加拿大騎警輔助部隊
皇家加拿大騎警(RCMP)於1963年啟動了輔警計劃，以在緊急情況下協助警察。該計劃是根據《緊急措施法》創建的，但隨著時間的推移，該計劃演變成在一般行動中輔助皇家加拿大騎警。輔警在聯邦/國家（皇家加拿大騎警）、省和市的警察部隊工作。
輔警被允許攜帶武器，但該政策在1989年發生了變化，他們被要求交出配發的武器。